# Чоркух
Чарку (также Чорку ; тадж. Чоркӯҳ) — село, центр одноименного джамоата в Исфаринском районе Согдийской области Республики Таджикистан. 
Расположено на границе с Киргизией, на правом берегу реки Исфара, напротив киргизского села Самаркандык. С трёх сторон селение Чоркух окружает Баткенский район Баткенской области Киргизии. 
Население — 33 261 человек (2017 г.). 

## Исторические памятники
Селение Чоркух широко известно памятником культуры X—XII вв., находящемся здесь мавзолеем Хазрати-Бобо, известном также, как мазор исламского святого Амира Хамзы Хасти Подшоха. Памятник включён в Список объектов Всемирного наследия ЮНЕСКО.
По мнению известного русского и советского исследователя архитектуры Центральной Азии, С. Г. Хмельницкого, данный  объект национальной культуры, украшенный неповторимым резным и скульптурным декором, является древнейшим уникальным объектом деревянного зодчества в Центральной Азии.

## Проблемы
Нехватка воды стала причиной случившейся конфликтной ситуации между жителями двух приграничных селений. В августе 2015 года жители киргизского селения Кокташ перекрыли русло канала, воду которого используют жители джамоата Чорку. В ответ жители джамоата Чоркух перекрыли дорогу, ведущую на кладбище киргизов, которая проходит по таджикской стороне. Люди собрались по обе стороны и начали закидывать друг в друга камнями. В результате пострадало 13 человек. После создания двухстороннего совещательного Совета на таджикской и киргизской частях реки Исфара начали совместно решать проблемы рационального использования водных ресурсов бассейна.

## Известные уроженцы, жители
Бобо Азизович Мирзоев, председатель Ленинабадского городского совета (1970—1971) родился в 1924 году в кишлаке Чоркух.